# Frente Despertar
Frente Despertar («Фронт пробуждения») — политическая коалиция в Аргентине. Она участвовала во всеобщих выборах 2019 года, сформированная Объединением за свободу и достоинство, Союзом демократического центра, Либертарианской партией и Демократической партией.
Ее кандидатом в президенты стал экономист Хосе Луис Эсперт, который 23 декабря 2018 года объявил о своем намерении участвовать в президентских выборах.

## История
Альянс должен был быть распущен, поскольку партия Альберто Ассеффа, Конституционная националистическая партия УНИР (единственная партия в альянсе, которая соответствовала требованиям для выдвижения кандидата в президенты), перестала поддерживать фронт. Но через несколько дней UNITE поддержала кандидатуру Эсперта и в итоге приняла участие в выборах.
14 июля 2021 года, в последний день представления альянсов для выборов в законодательные органы 2021 года, коалиция Avanza Libertad с партиями правоцентристского сектора стала официальной в провинции Буэнос-Айрес. В коалиции будут участвовать UCEDE, Демократическая партия и Автономистская партия, а также группы, которые юридически еще не являются политическими партиями в провинции, такие как «Республиканцы объединенные» и Республиканское либертарианское движение.

## Предложения
Предвыборная платформа Frente Despertar состоит из тринадцати предложений; они были объявлены одновременно с выдвижением кандидатуры Эсперта и размещены на сайте коалиции, где они разъясняются более подробно.
1. Устранить или снизить таможенные пошлины на импорт до низкого и единого минимума.
2. Подписывать соглашения о свободной торговле с любым регионом или страной, желающей получить доступ к местному рынку.
3. Отменить тарифы на экспорт (так называемые «retenciones»).
4. Сосредоточиться на самых незащищенных секторах.
5. Трансформировать программы социального обеспечения в выплаты на такие вещи, как планы здравоохранения и образования и общественные кухни.
6. Снижение налогового бремени путем отмены и сокращения налогов.
7. Сохранять фискальную ответственность.
8. Сократить политические расходы.
9. Прекратить совместное участие и предложить политическую регионализацию провинций, чтобы сделать больше юрисдикций самофинансируемыми.
10. Прекратить все режимы стимулирования промышленности и регионов.
11. Покончить с синдикализмом и коллективными трудовыми договорами.
12. Реформировать систему образования.
13. Реформировать Уголовный и Процессуальный кодексы, введя наказания, обеспечивающие эффективное исполнение, и устранить конституционные гарантии, благоприятствующие преступникам.

## Результаты выборов

### Президентские выборы
| Год  | Форма            | Форма          | Праймериз | Праймериз | Первый тур | Первый тур | Результат | Результат |
| Год  | Президент        | Вице-президент | Голоса    | %         | Голоса     | %          | Не избран | Место     |
| ---- | ---------------- | -------------- | --------- | --------- | ---------- | ---------- | --------- | --------- |
| 2019 | Хосе Луис Эсперт | Луис Розалес   | 550 593   | 2,16      | 394 206    | 1,47       | Не избран | 6         |

### Выборы в Национальный конгресс

#### Палата депутатов
| Год  | Голоса  | %    | Полученные места | Всего мест |
| ---- | ------- | ---- | ---------------- | ---------- |
| 2019 | 113 812 | 0,44 | 0 из 130         | 0 из 257   |

#### Senate
| Год  | Голоса | %    | Полученные места | Всего мест |
| ---- | ------ | ---- | ---------------- | ---------- |
| 2019 | 38 970 | 0,69 | 0 из 24          | 0 из 72    |